# DoNotPay
DoNotPay — це чат-бот, основною функцією якого є надання юридичних послуг. Заснований британо-американським підприємцем Джошуа Браудером. Спочатку чатбот був створений для того, щоб оскаржувати паркувальні талони, проте наразі він містить й інші сервіси. Розробники позиціонують DoNotPay як першого у світі "робота-юриста" — мобільний додаток, який використовує штучний інтелект для надання безкоштовних юридичних послуг усім користувачам продукту. Станом на сьогодні, додаток доступний для користування у Сполученому королівстві та Сполучених Штатах Америки (охоплює усі 50 штатів).
DoNotPay був представлений в оглядах в таких засобах масової інформації як BBC , NPR , NBC , Bloomberg , Washington Times, а також у багатьох інших відомих новинних агенціях.

## Застосування
DoNotPay був запущений як додаток для оскарження паркувальних талонів, але з того часу його функціонал значно розширився, включивши в себе послуги, які допомагають користувачам у багатьох різноманітних юридичних питаннях, починаючи від захисту споживачів до імміграційних прав та інших соціальних питань. "Робот-юрист" використовує автоматизацію для надання безкоштовних юридичних консультацій. Додаток підтримується комп'ютером Watson IBM.
Станом на жовтень 2018 року, додаток дозволяє оскаржувати лише невеликі претензії з максимальним лімітом у 25 000 доларів, проте засновник Джошуа Браудер планує розширитись коштом більшої кількості охоплених юридичних сфер. Браудер заявив, що однією головних цілей DoNotPay є врешті-решт дозволити всім членам суспільства мати доступ до однакового рівня юридичного представництва.  Окрім цього, додаток також дозволяє користувачам подавати незначні претензії до постачальників комунальних послуг та інших компаній. 

## Історія
DoNotPay був заснований у 2015 році  Джошуа Браудером, коли тому було 17 років. Спочатку Браудер планував створити додаток, який дозволяв би резидентам Великої Британії оскаржувати свої паркувальні талони. Проте згодом DoNotPay почав використовуватись і в Сполучених Штатах, охоплюючи усі 50 штатів. 
Відразу після запуску браузерної версії, DoNotPay почав швидко використовуватися тисячами користувачів і коштом цього отримав значне міжнародне висвітлення у ЗМІ. У 2016 році The Guardian повідомив, що чат-бот успішно оскаржив понад 250 000 паркувальних талонів у Лондоні та Нью-Йорку, вигравши у 160 000 випадках: показник успішності склав понад 60 відсотків, причому усі ці послуги надавалися безкоштовно.
У 2017 році Браудер запустив ще 1000 ботів, щоб допомогти заповнити юридичні форми транзакцій у США та Великій Британії.  DoNotPay розширив свій функціонал, включивши послуги, які допомагають користувачам отримувати відшкодування за квитки на авіаперельоти та бронювання готелів, , подати позов на окремих людей, і навіть почав пропонувати юридичні послуги, що стосуються соціальних питань, таких як заяви про надання притулку та житла для безхатченків.
У 2018 році DoNotPay придбав Visabot — чат-бот, який допомагає надавати автоматизовані послуги користувачам, котрі прагнуть отримати американські візи та зелені картки.
Станом на 2019 рік DoNotPay надає спеціалізовану пораду щодо оскарження паркувальних талонів у таких місцях, як Нью-Йорк, Кембридж,  Массачусетс, Чикаго, Мілвокі, Сакраменто, та Університеті Каліфорнії у Сан-Дієго.
У 2019 році програма DoNotPay навіть порадила студентам університету Стенфорда, (альма-матер самого Браудера), відмовитися від плати за студентську діяльність. Зовсім недавно DoNotPay запустив безкоштовну пробну карту, яка надає користувачам віртуальний номер кредитної картки, яку можна використовувати для підписки на безкоштовні випробувальні періоди у таких сервісах як Netflix та Spotify. Як тільки закінчується безкоштовний пробний період, картка автоматично відмовляється від будь-яких платежів, тим самим припиняючи безкоштовні випробування без необхідності передачі особистої платіжної інформації власника картки.

## Фінансування
У 2019 році Браудер отримав фінансування в розмірі 4,6 млн доларів від інвесторів з Кремнієвої долини, таких як Andreessen Horowitz та Founders Fund, які раніше інвестували у розвиток Facebook.